# Lapsi
Lapsi (łac. upadli) – określenie tych chrześcijan z pierwszych wieków, którzy ulegli prześladowaniom i oddali cześć pogańskim bóstwom.

## Historia
Prześladowania podzieliły chrześcijan na męczenników, którzy ponieśli śmierć za wiarę, wyznawców, tych którzy odmówili złożenia ofiary, ale przeżyli oraz upadłych (lapsi), którzy zostali złamani i - często w wyniku tortur i groźby śmierci - oddali cześć pogańskim bóstwom. Później w kręgach chrześcijan nastąpiła dyskusja, która doprowadziła do przyjęcia zasady ponownego przyjmowania odstępców (wbrew nowacjanom, którzy domagali się nieprzyjmowania „upadłych”).

## Podział
- sacrificati - którzy złożyli ofiary bogom pogańskim. Otrzymywali rozgrzeszenie dopiero na łożu śmierci.
- thurificati - którzy zapalili kadzidło przed posągami bożków. Od łac. thurificare - "zapalić kadzidło"
- libellatici - którzy otrzymali zaświadczenie (łac. libellus - mała książka, zaświadczenie) o złożeniu ofiary, mimo że faktycznie jej nie złożyli. Zaświadczenia otrzymywali np. na drodze przekupstwa. Otrzymywali jako pokutę kościelną dwa lata sankcji.
- acta facientes - którzy złożyli fałszywe zeznania, by zachować życie.
- traditores - którzy oddali Pisma Święte, przedmioty kultu czy zdradzili imiona innych chrześcijan.